# Cistanthe maritima
Cistanthe maritima är en källörtsväxtart som först beskrevs av Nuttall, och fick sitt nu gällande namn av Carolin och M.A. Hershkovitz. Cistanthe maritima ingår i släktet Cistanthe och familjen källörtsväxter. Inga underarter finns listade i Catalogue of Life.